# 北極狼
北極狼（學名：Canis lupus arctos），又稱白狼或雪狼，是犬科的哺乳動物，也是灰狼的亞種，分佈於加拿大的北極群島和格陵蘭北部。

## 解剖學
北極狼一般比灰狼小，連尾巴長約1至1.5公尺，成年的北極狼僅高1公尺；雄性比雌性的體型要大。牠們肩膀的高度由25到31英寸不等；北極狼一般重逾100磅，一隻成熟的雄性甚至可重達175磅。曾經有一隻被人類養的北極狼壽命長達18年；但是一般來說，在野外的北極狼的壽命只長7到10年。

## 捕食
像其他所有狼一般，北極狼是一群一群的集體捕獵動物的，通常是5至10隻組成一群；牠們大多捕食馴鹿和麝牛，但亦會捕殺北極兔、旅鼠、駝鹿、魚類、海象和其他動物，有時甚至會攻擊人類。
在冬季時，牠們也會捕獵馬鹿，因為在冬季時馬鹿的長腿會陷入厚厚的雪中，讓北極狼有機可乘，可以很輕易地就能捕獵到這種全球最大的陸生動物之一。
由於冬季時植物稀少，牠們會在很大的範圍內徜徉捕獵，橫越逾2600 km²的地方，並隨馴鹿遷徙。
雖然人們一般認為北極狼很兇猛，但是對愛斯基摩人來說，北極狼是一種很溫和的動物。

## 繁殖
由於北極狼的居住地的泥土為永久凍土，挖土極為艱難，因為北極狼通常都會用洞穴或窪地取代之；在5月下旬到6月上旬間，母狼會生下兩至三隻小狼，比灰狼遲了約一個月。一般認為，北極狼每一胎所生下的小狼之所以比灰狼的一胎小狼數目小是因為北極能夠捕獵到的食物較少。牠們的小狼會在母體中待約63天。小狼出生後會跟隨母狼2年，然後就會開始獨立。

## 分佈

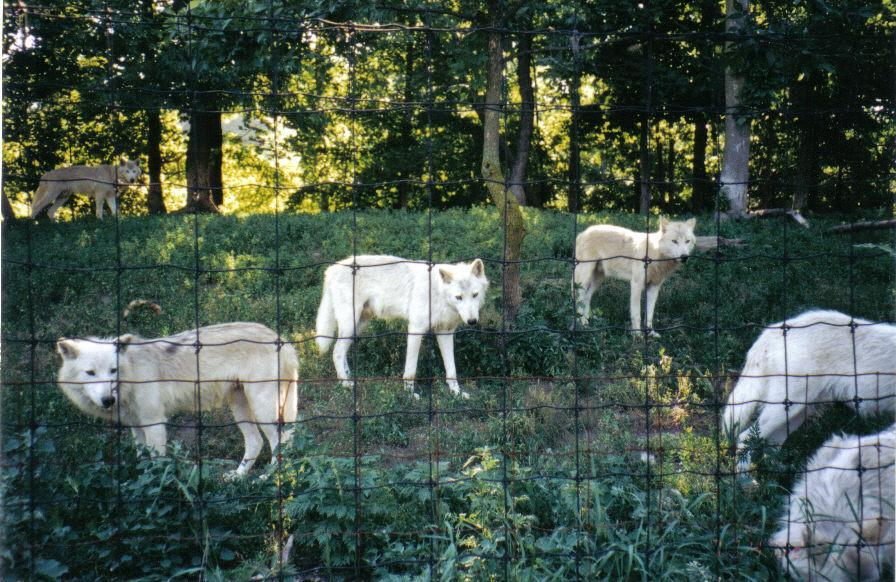
多倫多動物園中所飼養的一群北極狼

北極狼主要分布在北極地區，包括加拿大北部和格陵蘭北部。北極狼是灰狼唯一在其原始分佈地的亞種；其主要原因是因為在牠們的天然棲息地遇到人類的機會不大。
北極狼保護區（White Wolf Sanctuary）是一個位於奧勒岡州的北極狼的自然保護區。自然保護區內的北極狼密度為每40英畝8至10隻北極狼，這些均為獲救的受傷、有缺陷或被棄的北極狼。
據統計，現時全球只有約一萬隻的北極狼生存，因此牠們被列為二級瀕危動物。

## 外部連結
- 北極狼保護區官方網站
- L. David Mech: Arctic Wolves and Their Prey（页面存档备份，存于）
- 有關狼的資訊（页面存档备份，存于）